# 입꼬리내림근
입꼬리내림근 또는 구각하체근은 아래턱뼈에서 일어나 구각에서 다른 얼굴 근육과 합쳐지는 근육. 구각을 아래쪽으로 내리는 작용을 한다.

## 같이 보기
- 얼굴근육